# 偽装ラブホテル
偽装ラブホテル（ぎそうラブホテル）とは、日本において旅館業の許可を受けたホテルのうち、ビジネスホテル・レジャーホテル・リゾートホテルなどと称しているが、風俗営業等の規制及び業務の適正化等に関する法律（風俗営業法）に基づく店舗型風俗営業の届け出をせず、営業形態や設備などがラブホテルと同じホテルをいう。中には、集合住宅などホテル以外の建物に見せかけて説明・建設・運営を行うケースもある。
警察庁が把握している全国のラブホテルの軒数は約7000軒であるが、実際にはその5倍に当たる35,000軒が存在していると推定されている。これらは上記の風俗営業法の許可を受けずに一般の旅館として申請されている。

## 定義
狭義では、風営法上の「ラブホテル」の要件を満たしているにもかかわらず、その要件に該当しないと装って未届のまま違法営業をしているホテルをさす。広義では、形式的には風営法上の「ラブホテル」の要件を満たしておらず届出義務が課されていないが、実質的にラブホテルと同様の営業形態や設備を行っているホテル（類似ラブホテル）も含めて用いられている場合がある。

## 概説
ラブホテルは風俗営業法では「店舗型性風俗特殊営業」の一業態という位置づけになっており、その設置場所や客室設備には風俗営業法やラブホテル規制条例などで一定の制限が設けられている。しかし、この制限を受けずに済むように、一般的な旅館やホテルとして届け出を行なった上で建設されたにもかかわらず、実質的にラブホテルとしての営業内容や客室設備を有するケースがみられるようになった。住宅街や学校周辺、通学路に偽装ラブホテルが建設され、付近住民の建設反対運動が起こっており、その問題が表面化してきた。偽装ラブホテルは風営法に基づく立ち入り検査の権限が警察になく、18歳未満の入店も禁止できないため、児童買春など性犯罪の温床になるとの批判がある。
2008年時点で偽装ラブホテルは全国で3593店舗があることが確認されている。最多は東京都の485店舗。
近年新たにその問題が表面化してきたのは大阪市西区の小学校近くで派手なラブホテルが営業を始め、地元住民らが反対運動に立ち上がり社会問題化したのが発端である。これを受け、2008年5月には大阪市で旅館業法の条例改正が行われた。
しかし、大阪市では条例改正されたが、問題の発端となった大阪市西区の小学校近隣のホテルは外観を白く塗りなおし存続していることから風営法、旅館業法の不備が問われはじめ、国会の衆参両内閣委員会でも審議された。
兵庫県では2008年11月に兵庫県警察が日本の警察では初めて偽装ラブホテル対策室を開設し、専従の捜査員を配置した。2009年2月には、ホテル業界団体の代表が偽装ラブホテルを経営していたとして逮捕されている。
2009年3月には警察庁にて出会い系喫茶・類似ラブホテルに関する風俗行政研究会が発足され、風営法改正における有識者を交えた会議が行われた。以後、風俗行政研究会は5回行われており、2009年8月には風営法が改正される方向性が警察庁よりすでに発表されている。
風俗行政研究会の提言後、2010年7月9日に公布、2011年1月から施行された。
取り締まりの上では風俗営業法・消防法・旅館業法が関連するが、それまではそれぞれの法ごとに異なる監督官庁が別個に取り締まりや指導を行なっていた。これを改めるべく、2009年12月には、神奈川県警察・相模原市消防本部・相模原市保健所が合同で、町田駅南口近辺（神奈川県相模原市）や横浜町田インターチェンジ近辺にあるホテルの査察を行なった。合同査察により、漏れのない対応がとれるとされている。
2011年1月に施行された改正風俗営業法により、それまで旅館業法にもとづき営業されていた全国の偽装ラブホテルのうちおよそ2700軒が、風営法上の移行申請手続きを行い正規のラブホテルとなった。

## 事件
実態はラブホテルであるにも拘らず旅館として禁止地域で営業したとして、風俗営業法違反（禁止地域営業）などで、大阪の地方団体である「日本レジャーホテル業協会」会長でホテル経営者の矢部嘉宏が逮捕され、2009年6月29日、神戸地裁にて有罪判決が下された。